# 邵阳西站
邵阳西站位于中华人民共和国湖南省邵阳市邵阳县，是怀衡铁路上的一座火车站，2018年12月26日随怀衡铁路开通而投入使用。